# Аптос
Аптос (англ. и исп. Aptos) — некорпоративный город в округе Санта-Круз, Калифорния, США. Состоит из нескольких небольших деревень, которые вместе образуют Аптос: Аптос-Хилс-Ларкин-Валли, Аптос-Виллидж, Кабрильо, Сиклифф, Рио-дель-Мар и Сискейп. Общая численность их населения составляет 24 402 человека.

## История
Аптос традиционно населялся племенем авасвас из племени Олони. Это название ― одно из трёх местных слов, которые сохранились (в испаноязычной форме) в качестве географических названий в округе Санта-Круз (другие ― Сокель и Заянте). Первая европейская экспедиция, исследовавшая Северную Калифорнию на суше, испанская экспедиция Портола, прошла через этот район по пути на север и разбила лагерь у одного из ручьев 16 октября 1769 года. В дневниках экспедиции недостаточно информации, чтобы с уверенностью сказать, что это был за ручей, но направление движения было северо-западное, параллельно побережью. 
В 1833 году правительство Мексики предоставило Рафаэлю Кастро ранчо Аптос площадью 6656 акров (26,94 км²). Первоначально Кастро разводил крупный рогатый скот для изготовления шкур, но после того, как в 1850 году Калифорния стала штатом, Кастро сдал свою землю в аренду американцам, которые построили причал, универсальный магазин и лесопилку. Первоначально город располагался там, где сейчас находится площадь Аптос-Виллидж.
В 1875 году Фредерик А. Хин и Клаус Спрекелс совместно построили железную дорогу Санта-Круз и проложили ее через Аптос. В 1878 году Августа Кастро, дочь Рафаэля Кастро, и её муж Хосе Арано построили викторианский отель «Бэйвью» в деревне Аптос. Он является государственным историческим памятником с 1974 года и внесен в Национальный реестр исторических мест с 1993 года. К 1872 году Клаус Спрекелс, сахарный миллионер, начал скупать землю у Кастро. Он построил отель рядом с пляжем, летний особняк и ранчо с ипподромом для своих лошадей. Большая территория была огорожена и снабжена оленями для охоты, и стала известна как «Олений парк», где сегодня находится центр «Олений парк».
С 1880 по 1920 год заготовка древесины секвойи стала основной отраслью промышленности, и Аптос превратился в процветающий город. Лесозаготовительная компания Loma Prieta вырубила все леса, которые сейчас находятся в государственном парке Найсин Маркс. Мельница в Валенсии заготавливала все, что находилось на востоке. Через 40 лет холмы опустели, и следующей отраслью промышленности стали яблоки. Яблочный амбар Hihn — это историческое здание той эпохи; в 2016—2017 годах здание было перенесено неподалеку, чтобы использовать его как продуктовый магазин и освободить место для торгового комплекса.
В начале 1960-х годов в Аптос начался период бурного развития, включая колледж Кабрильо, торговый центр Rancho Del Mar, комплекс Seascape Resort и множество жилых комплексов.
В 2020-х годах Microsoft назвала новый шрифт для Windows в честь этого города.

## География

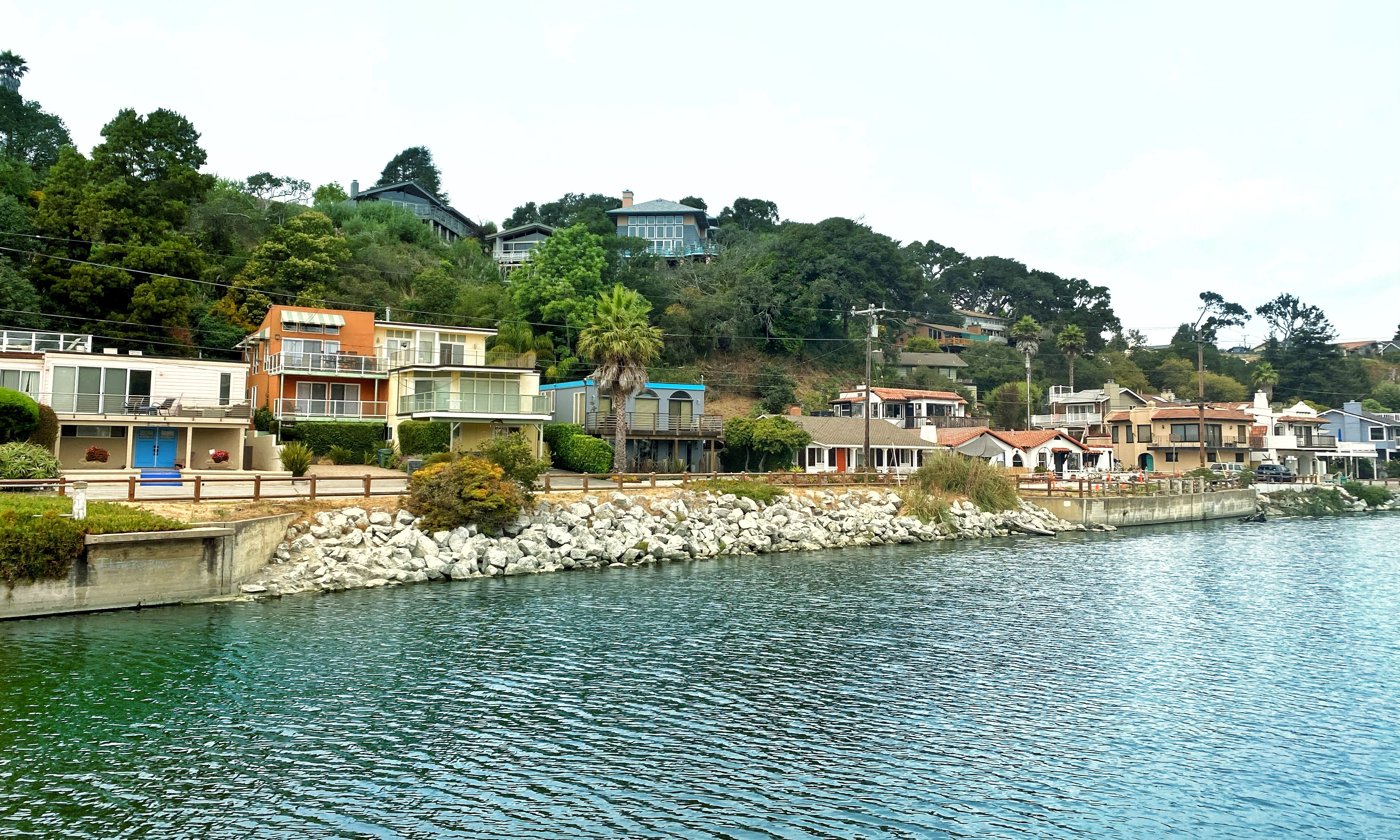
Рио-дель-Мар, Калифорния, и Аптос-Крик

В статистических целях Бюро переписи населения США определило Аптос как место, предназначенное для проведения переписи населения (CDP). Переписное определение района является ограниченным в отличие от местного понимания одноименного района. По данным переписи 2010 года, население КДП составляло 6220 человек. Общая площадь CDP составляет 6,4 квадратных мили (17 км2), и все это на суше. Юго-западной географической границей является залив Монтерей, а северо-восточной ― горы Санта-Круз.
Аптос разделен с северо-запада на юго-восток автострадой State Route 1 и имеет почтовые индексы 95001 и 95003.

## Парки и зоны отдыха

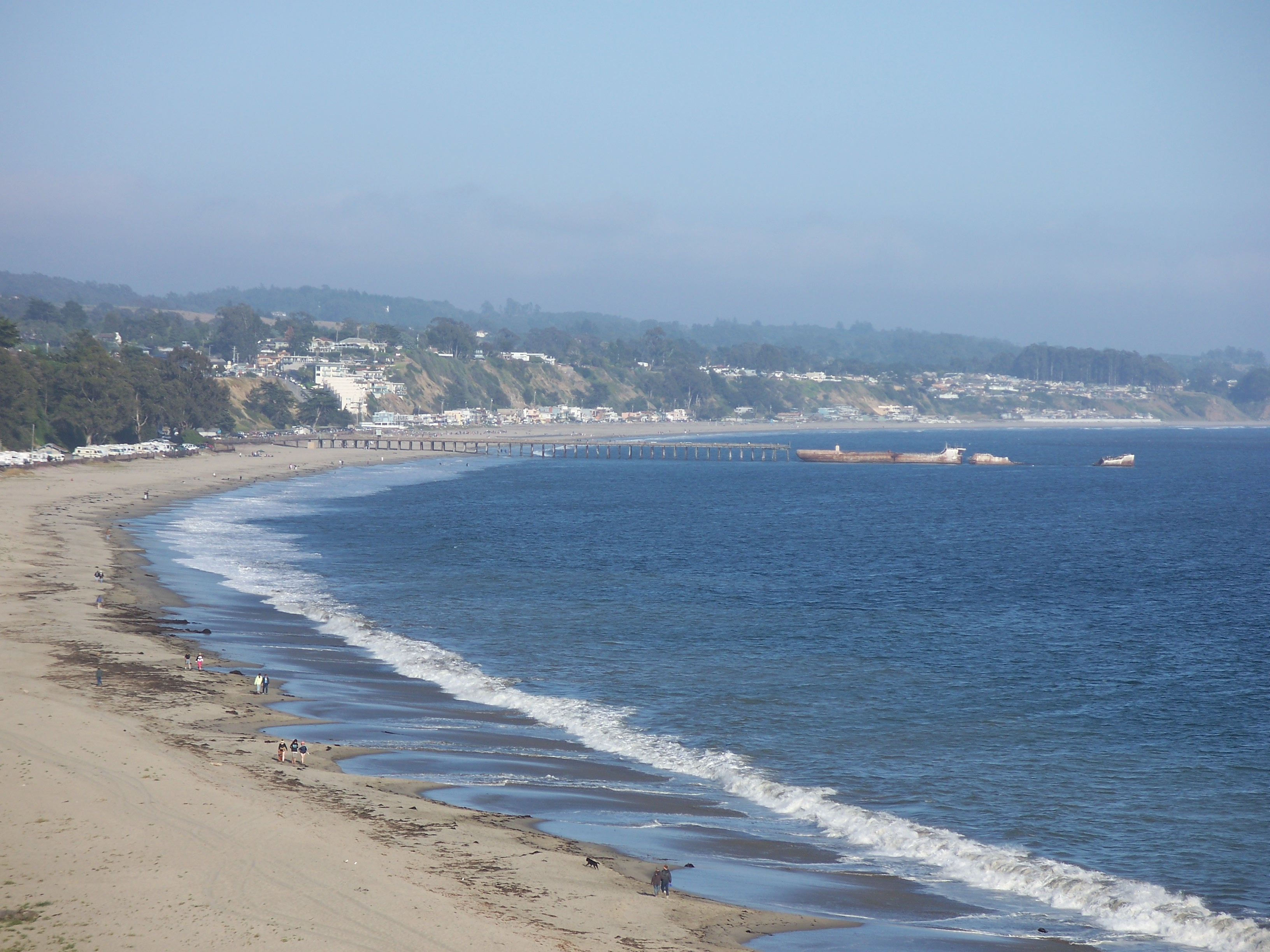
Государственный парк "Пляж Сиклифф" и обломки посаженного на мель и повреждённого штормами грузового судна "Пало-Альто"

В Аптосе находятся государственный парк Форест-оф-Найсин-Маркс и калифорнийский государственный парк Сиклифф-Бич. На пляже Хидден-Бич есть детская площадка и тропинка, ведущая к океану. Найсин-Маркс популярен среди любителей пеших прогулок и горных велосипедов. Неподалеку проходит зона разлома Сан-Андреас, в пределах которой находится эпицентр землетрясения магнитудой 6.9 в Лома-Приета в 1989 году.
В Аптосе также ежегодно четвёртого июля проходит «самый короткий парад в мире», названный так потому, что протяженность маршрута парада составляет около 0,6 мили (1 км).
Аптос-парк является местом проведения ежегодного блюзового фестиваля Aptos Blues.